# Fabula palliata
Een fabula palliata is een genre van de Romeinse komedie, waarin personages uit de onderkant van de samenleving een grote rol spelen en vaak gebruik of zelfs misbruik maken van de meer elitaire, maar ook domme en goedgelovige personages.
De fabula palliata is gebaseerd op de Griekse Nieuwe Komedie, zoals die door Menander zijn geschreven. Het genre is echter nooit helemaal Romeins geworden: het decor was een Griekse stad, de personages hadden Griekse namen (zij het dat schrijvers als Plautus deze namen vaak bewust lang, overdreven en voor Romeinen belachelijk in het oor klinkend maakten om het komische aspect te benadrukken) en de Romeinen weken niet af van de structuur en de verhaallijn van de Nieuwe Komedie. Zelfs de naam van het genre is Grieks: een pallium is een Griekse overmantel. Een fabula palliata bestond uit vijf actus (ev. actus: akten, afgebakende scènes) die waarschijnlijk van elkaar werden onderscheiden door een muzikaal intermezzo. Doorgaans vertelt een van de personages aan het begin van het stuk waar het stuk plaatsvindt, wie de hoofdpersonages zijn en wat hun onderlinge verhouding is: dit om het publiek op de hoogte en in de juiste stemming te brengen. Men gaat er ook van uit dat de Latijnse komedie zonder maskers werd gespeeld. 
Bekende fabulae palliatae zijn de Asinaria, Cistellaria, Curculio, Menaechmi, Miles Gloriosus, Mostellaria en de Pseudolus.
De wat meer Romeinse tegenhanger van dit genre is de fabula togata.